# Monteux (Vaucluse)
Pour les articles homonymes, voir Monteux.
Ne pas confondre avec Monieux, dans le même département de Vaucluse.
Monteux est une commune française située dans le département du Vaucluse, en région Provence-Alpes-Côte d'Azur. Elle fait partie de la communauté d'agglomération Les Sorgues du Comtat.

## Géographie

### Localisation
Monteux est à quatre kilomètres de Carpentras, au cœur du Comtat Venaissin, en pleine Provence et à une vingtaine de kilomètres d'Avignon.
Elle est située dans la plaine, au sud-ouest du mont Ventoux, à l'est du Rhône et au nord de la Durance.
Ses habitants sont appelés les Montiliens.
Le patron de la ville est saint Gens.
On y accède par la D 942 (voie rapide) depuis Avignon au sud-ouest ou Carpentras au nord-est, et par la D 31 depuis l'Isle-sur-la-Sorgue et Pernes-les-Fontaines au sud ou Sarrians au nord.

### Communes limitrophes
Les communes limitrophes sont  Althen-des-Paluds, Bédarrides, Carpentras, Loriol-du-Comtat, Pernes-les-Fontaines et Sarrians.
| Sarrians          | Loriol-du-Comtat Sarrians | Carpentras           |
| Bédarrides        | Monteux                   | Carpentras           |
| Althen-des-Paluds |                           | Pernes-les-Fontaines |

### Géologie et relief
Le relief de Monteux est dans l'ensemble assez plat. La seule colline est celle de Talaud. La commune couvre une vaste plaine alluvionnaire du quaternaire récent. C'est la plaine du Comtat dont les alluvions reposent sur une nappe miocène s'étendant de Carpentras à Entraigues. Seules émergent quelques collines érodées datées de l'helvétien et du burdigalien.

### Sismicité
Les cantons de Bonnieux, Apt, Cadenet, Cavaillon, et Pertuis sont classés en zone Ib (risque faible). Tous les autres cantons du département de Vaucluse sont classés en zone Ia (risque très faible). Ce zonage correspond à une sismicité ne se traduisant qu'exceptionnellement par la destruction de bâtiments.

### Hydrographie
L'Auzon passe au nord du centre historique. Au sud du village, la commune compte quelques petits cours d'eau, dont la Sorguette, affluents de la Sorgue de Velleron. Au nord de la commune, la Grande Levade sert de limite séparative avec Sarrians.
Cours d'eau sur la commune ou à son aval :
- rivière la mède,
- rivière la sorgue,
- rivière le brégoux,
- rivière l'auzon,
- rivière la sorguette,
- ruisseaux récaveau, la lône,
- vallat le mian ruisseau.

Un lac aménagé, de dix hectares, dans le parc de Beaulieu, ouvert au public depuis l'été 2013, est disponible pour la baignade et les sports nautiques.

### Climat
Pour des articles plus généraux, voir Climat de Provence-Alpes-Côte d'Azur et Climat de Vaucluse.
En 2010, le climat de la commune est de type climat méditerranéen franc, selon une étude du Centre national de la recherche scientifique s'appuyant sur une série de données couvrant la période 1971-2000. En 2020, Météo-France publie une typologie des climats de la France métropolitaine dans laquelle la commune est exposée à un climat méditerranéen et est dans la région climatique Provence, Languedoc-Roussillon, caractérisée par une pluviométrie faible en été, un très bon ensoleillement (2 600 h/an), un été chaud (21,5 °C), un air très sec en été, sec en toutes saisons, des vents forts (fréquence de 40 à 50 % de vents > 5 m/s) et peu de brouillards.
Pour la période 1971-2000, la température annuelle moyenne est de 14 °C, avec une amplitude thermique annuelle de 18 °C. Le cumul annuel moyen de précipitations est de 675 mm, avec 5,9 jours de précipitations en janvier et 2,7 jours en juillet. Pour la période 1991-2020, la température moyenne annuelle observée sur la station météorologique de Météo-France la plus proche, « Carpentras », sur la commune de Carpentras à 5 km à vol d'oiseau, est de 14,7 °C et le cumul annuel moyen de précipitations est de 665,5 mm. 
La température maximale relevée sur cette station est de 44,3 °C, atteinte le 28 juin 2019 ; la température minimale est de −15,4 °C, atteinte le 7 janvier 1985,,.
| Mois                                  | jan.             | fév.           | mars             | avril         | mai            | juin           | jui.            | août           | sep.           | oct.            | nov.            | déc.            | année      |
| ------------------------------------- | ---------------- | -------------- | ---------------- | ------------- | -------------- | -------------- | --------------- | -------------- | -------------- | --------------- | --------------- | --------------- | ---------- |
| Température minimale moyenne (°C)     | 1                | 1,1            | 4                | 6,9           | 10,8           | 14,4           | 16,5            | 16,1           | 12,7           | 9,5             | 4,9             | 1,8             | 8,3        |
| Température moyenne (°C)              | 6,1              | 6,9            | 10,5             | 13,6          | 17,7           | 21,7           | 24,4            | 24             | 19,5           | 15,3            | 9,9             | 6,5             | 14,7       |
| Température maximale moyenne (°C)     | 11,1             | 12,8           | 17,1             | 20,4          | 24,6           | 29,1           | 32,3            | 31,9           | 26,4           | 21,1            | 15              | 11,3            | 21,1       |
| Record de froid (°C) date du record   | −15,4 07.01.1985 | −12,8 12.02.12 | −11,8 07.03.1971 | −2,9 08.04.21 | 0,1 04.05.1967 | 4,4 01.06.1965 | 7,6 17.07.00    | 6,7 26.08.1966 | 2,2 27.09.1972 | −3,1 30.10.1997 | −9 23.11.1998   | −12 16.12.01    | −15,4 1985 |
| Record de chaleur (°C) date du record | 21 10.01.15      | 23,1 24.02.20  | 28,1 21.03.1990  | 30,8 29.04.05 | 35,4 24.05.09  | 44,3 28.06.19  | 41,6 26.07.1983 | 42,2 22.08.23  | 36 04.09.16    | 31,2 08.10.23   | 24,9 03.11.1970 | 21,5 15.12.1989 | 44,3 2019  |
| Ensoleillement (h)                    | 151,4            | 173,1          | 229,6            | 243,9         | 285,1          | 328            | 363             | 326,7          | 257,2          | 190,6           | 148,6           | 138,1           | 2 835,3    |
| Précipitations (mm)                   | 46,3             | 34,2           | 41,3             | 61,1          | 55,6           | 41,7           | 25,7            | 40,6           | 98,7           | 87,6            | 90,8            | 41,9            | 665,5      |

| Diagramme climatique                                  |             |           |             |              |              |              |              |              |             |           |             |
| J                                                     | F           | M         | A           | M            | J            | J            | A            | S            | O           | N         | D           |
| 11,1146,3                                             | 12,81,134,2 | 17,1441,3 | 20,46,961,1 | 24,610,855,6 | 29,114,441,7 | 32,316,525,7 | 31,916,140,6 | 26,412,798,7 | 21,19,587,6 | 154,990,8 | 11,31,841,9 |
| Moyennes : • Temp. maxi et mini °C • Précipitation mm |             |           |             |              |              |              |              |              |             |           |             |

Les paramètres climatiques de la commune ont été estimés pour le milieu du siècle (2041-2070) selon différents scénarios d'émission de gaz à effet de serre à partir des nouvelles projections climatiques de référence DRIAS-2020. Ils sont consultables sur un site dédié publié par Météo-France en novembre 2022.

## Urbanisme

### Typologie
Au 1er janvier 2024, Monteux est catégorisée centre urbain intermédiaire, selon la nouvelle grille communale de densité à sept niveaux définie par l'Insee en 2022.
Elle appartient à l'unité urbaine d'Avignon, une agglomération inter-régionale regroupant 59  communes, dont elle est une commune de la banlieue,,. Par ailleurs la commune fait partie de l'aire d'attraction d'Avignon, dont elle est une commune de la couronne,. Cette aire, qui regroupe 48 communes, est catégorisée dans les aires de 200 000 à moins de 700 000 habitants,.

### Occupation des sols
L'occupation des sols de la commune, telle qu'elle ressort de la base de données européenne d’occupation biophysique des sols Corine Land Cover (CLC), est marquée par l'importance des territoires agricoles (86,2 % en 2018), en diminution par rapport à 1990 (90,2 %). La répartition détaillée en 2018 est la suivante : 
zones agricoles hétérogènes (84,5 %), zones urbanisées (9,3 %), zones industrielles ou commerciales et réseaux de communication (2,9 %), espaces verts artificialisés, non agricoles (1,1 %), terres arables (1,1 %), cultures permanentes (0,6 %), forêts (0,5 %). L'évolution de l’occupation des sols de la commune et de ses infrastructures peut être observée sur les différentes représentations cartographiques du territoire : la carte de Cassini (XVIIIe siècle), la carte d'état-major (1820-1866) et les cartes ou photos aériennes de l'IGN pour la période actuelle (1950 à aujourd'hui).

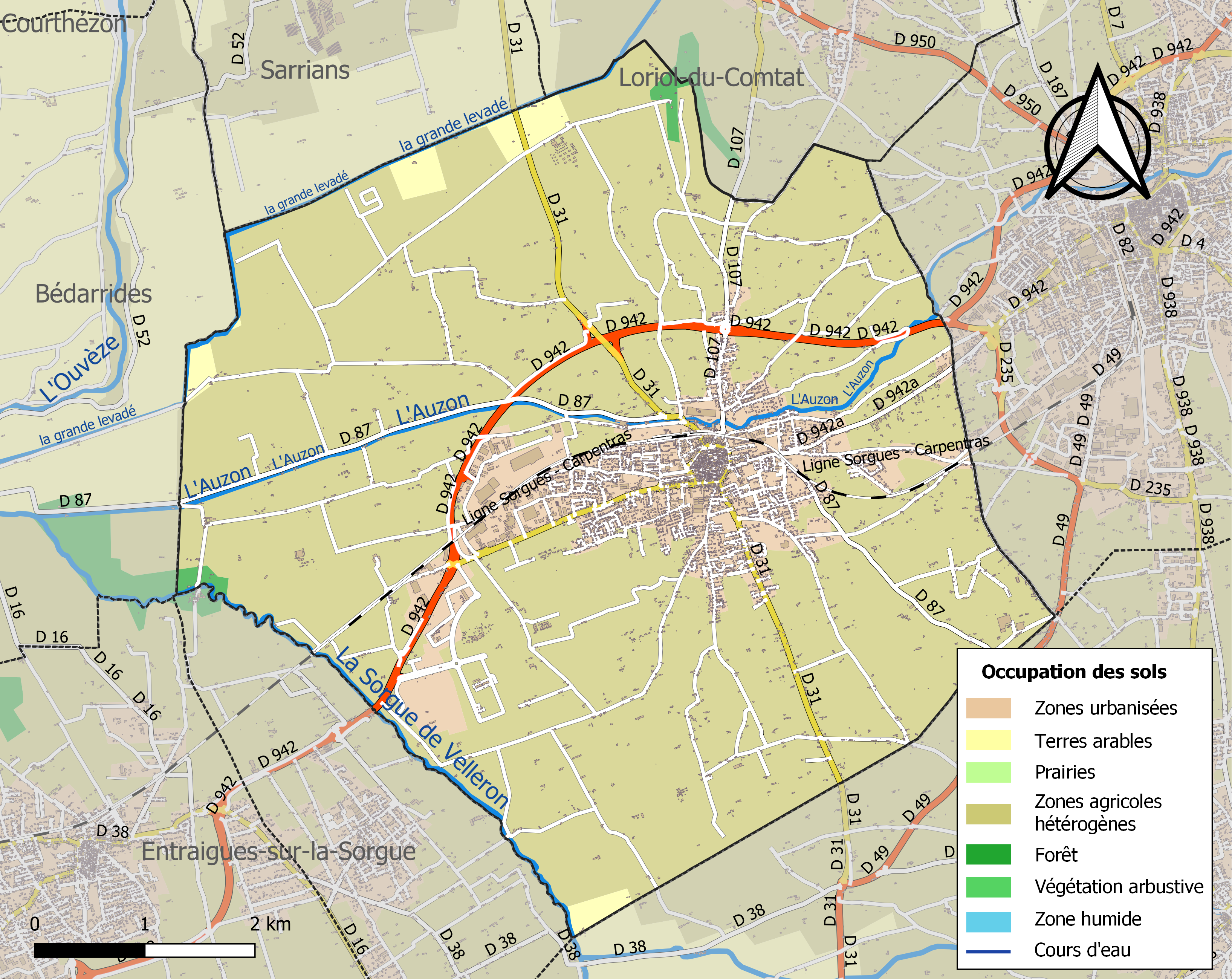
Carte des infrastructures et de l'occupation des sols de la commune en 2018 (CLC).

### Voies de communication et transports

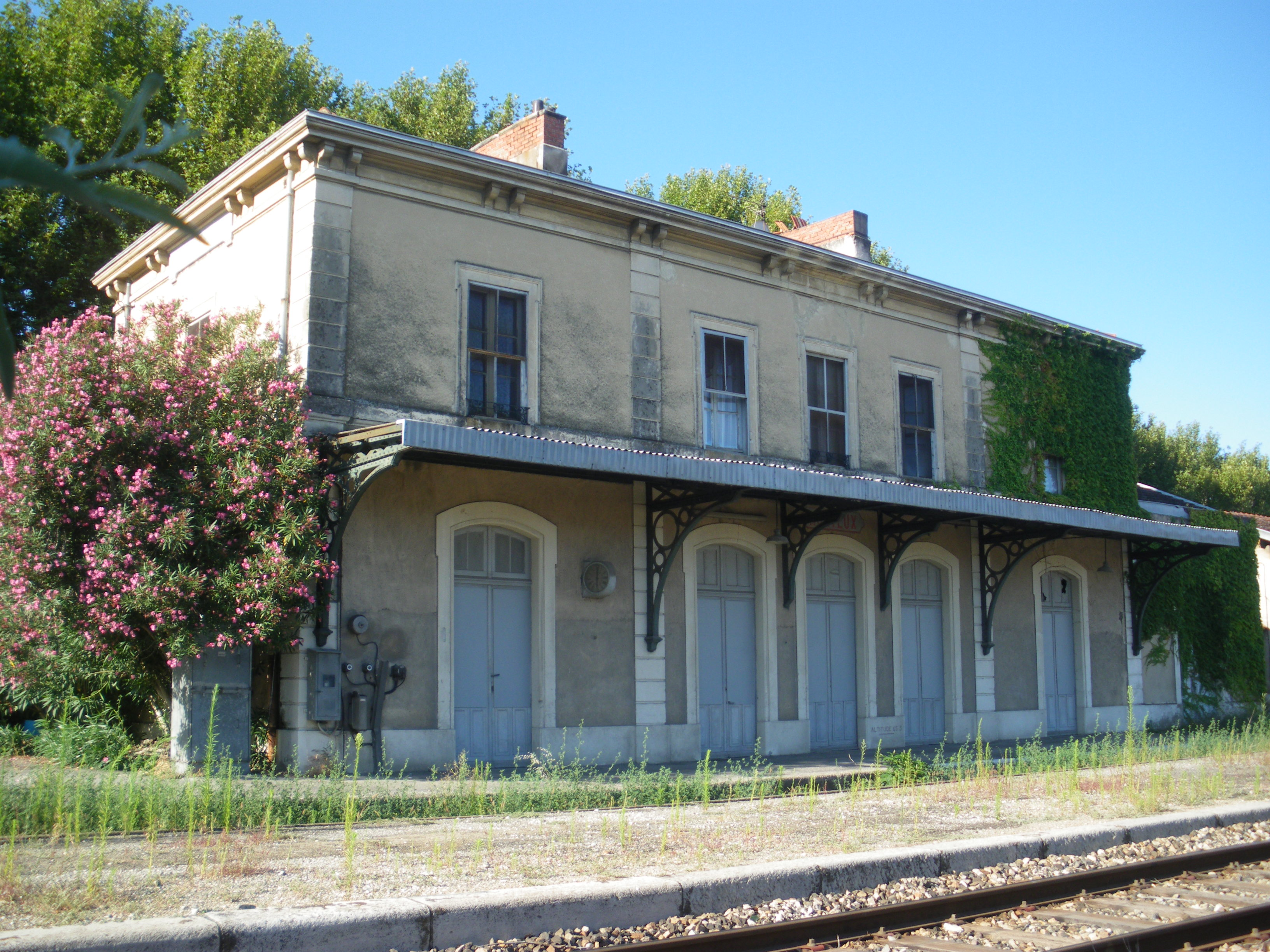
Gare de Monteux.

La commune de Monteux est desservie par la ligne de bus Avignon - Carpentras. Deux lignes « annexes » relient les communes de Sarrians et Pernes-les-Fontaines, en connexion avec cette ligne « principale ».
Monteux dispose d'une gare sur la ligne de Sorgues-Châteauneuf-du-Pape à Carpentras où s'arrêtent les trains express régionaux Avignon - Carpentras. Cette ligne a été rouverte en 2015 après avoir été fermée au service des voyageurs depuis de nombreuses années (elle était néanmoins ouverte au service du fret). Avec un train en moyenne toutes les heures, elle assure les liaisons entre Carpentras et Avignon, via Entraigues-sur-la-Sorgue et Sorgues.

## Toponymie
Le nom de la commune est attesté dès le XIIe siècle sous la forme de Montilis (1188) ainsi que Montilium ou Monticulus. Cette graphie va peu évoluer puisque l'on retrouve Montels en 1464 et Monteulx en 1558. L'origine de ce toponyme d'après ses formes anciennes semble provenir de sa position au pied des collines de Plumanel et de Saint-Martin.

## Histoire

### Antiquité
Sur la colline de Talaud a été exhumé une sépulture à incinération, des débris de balsamaires, une lampe en terre cuite, une assiette et un bol de terre vernissé rouge.

### Moyen Âge

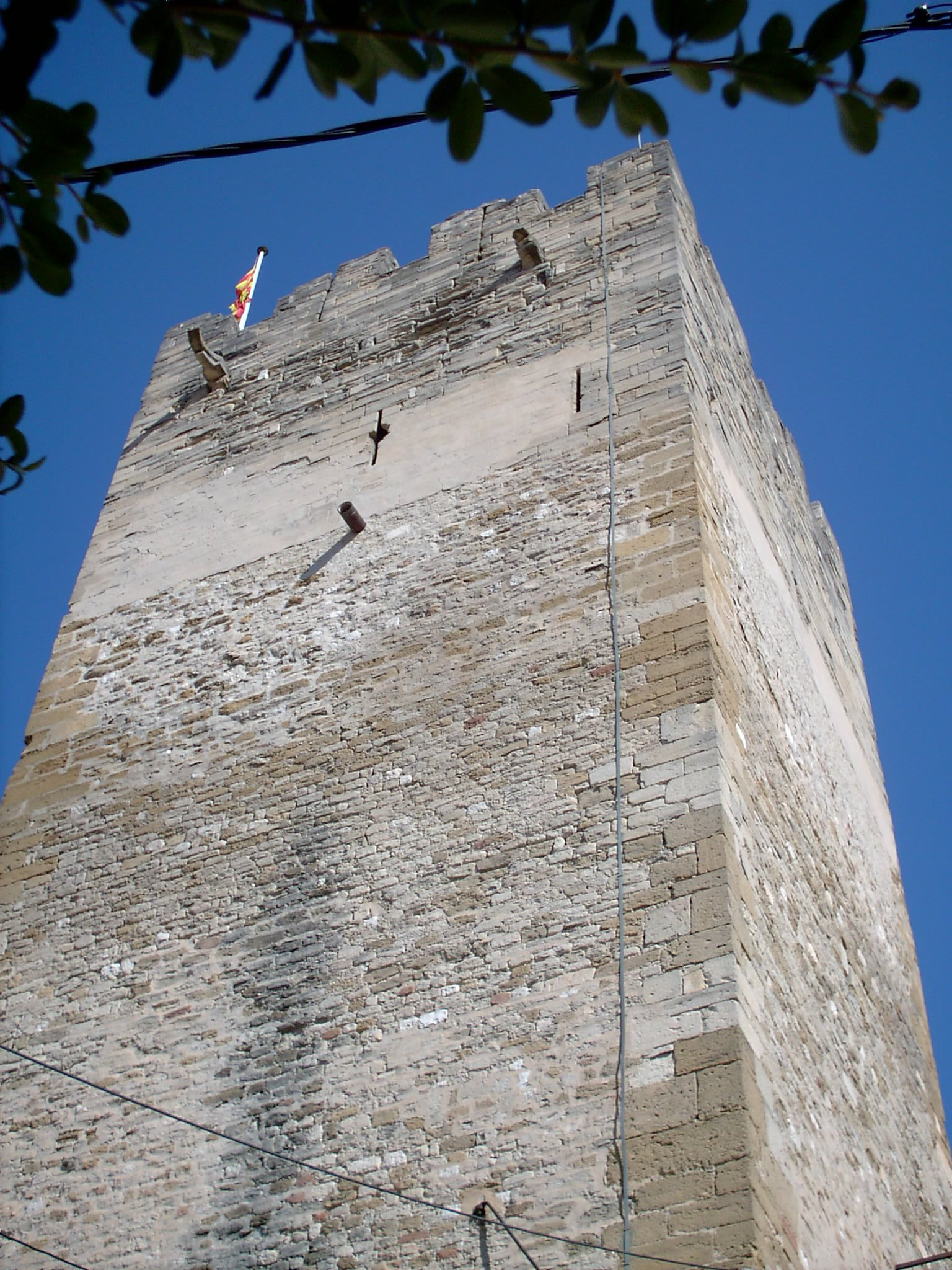
La tour Clémentine dans laquelle résida Clément V.

Dès 1211, Guillaume III, évêque de Carpentras, qui a transigé avec les co-seigneurs Isnard d'Entrevennes, Imbert et Raymond d'Agoult, obtint l'exemption de tout droit de péage sur leur fief. Celui-ci dépendait alors du comte de Toulouse. Ce fut en 1240 que Raymond VII en donna la suzeraineté à Barral des Baux, son neveu par alliance, alors qu'il était en paréage entre huit seigneurs.
Après la croisade contre les Albigeois, le Comtat Venaissin ayant été attribué au pape, en 1274, Bertrand des Baux rendit hommage pour son fief montilien au recteur Guillaume de Villaret que venait de nommer Grégoire X. Au début du XIVe siècle, l'installation de la papauté d'Avignon changea la destinée de Monteux. En 1313, Bertrand de Got, neveu de Clément V, acheta ses parts à Bertrand des Baux et, un an plus tard, le 21 mars 1314, son oncle signait sur place les décrétales du concile de Vienne. Ce fief passa ensuite par mariage aux Armagnac. Il fallut toute l'autorité de Clément VI pour que le comte Jean 1er accepta de revendre ce fief à la papauté le 31 août 1342. La Révérende Chambre Apostolique — le ministère des finances pontificales — le lui racheta pour 14 000 florins et devint Dame Foncière de Monteux.
En 1357, l'arrivée de l'archiprêtre dans la région provoque une vague de constructions de fortifications : Monteux commence à construire un mur d’enceinte en octobre 1358.
Charles IV, troisième fils de Philippe le Bel, après la mort de son frère Philippe, est couronné à Reims par l’archevêque Raymond de Courtenay, le 9 février 1322. Considérant que son Trésor est par trop vide, il n’hésite pas à poursuivre la politique de son père et fait expulser les juifs de France afin de récupérer leurs biens. Jean XXII trouve la mesure excellente et, pour ne pas être en reste, il fait de même avec les juifs d’Avignon et du Comtat Venaissin qui se réfugient en Dauphiné et en Savoie. Pour parfaire l’expulsion, le pape juge utile et nécessaire de faire jeter à bas la synagogue de Monteux ainsi que celles de Bédarrides, Bollène, Carpentras, Le Thor, Malaucène et Pernes. Ce fut la seconde expulsion des juifs du Comtat,. La première avait été décidée le 13 mars 1302, par Mathias de Chiéti – dit Matthieu de Chéate – recteur du Comtat Venaissin, qui les accusait de pratiquer l’usure.

### Période moderne
Toute cette période fut marquée par des épidémies de peste dont les plus importantes touchèrent la population en 1588-1589 puis en 1630 pour se conclure par la peste de Marseille (1720) de 1721.
Le second fléau fut les guerres de religion. En 1562, les huguenots incendièrent le couvent des franciscains puis se retranchèrent derrière les remparts de Monteux. Ils tinrent jusqu'en 1564 et ne se retirèrent qu'en faveur d'une trêve.
Sous la Révolution, seule l'église paroissiale fut mise à sac. Mais lors du siège de Carpentras en juillet 1793, l'Armée d'Avignon fit de la cité sa base arrière. Il y eut jusqu'à 9 000 hommes de troupe qui y furent cantonnés alors que la population s'élevait à 3 500 personnes.

### Période contemporaine
L'irrigation de la plaine du Comtat Venaissin par le canal de Carpentras et la mise en place du chemin de fer, avec la ligne de Sorgues - Châteauneuf-du-Pape à Carpentras a permis à Monteux de développer une activité agricole intensive liée au maraîchage et à l'arboriculture fruitière. Ce qui n'a pas empêché un développement industriel avec l'artificier Ruggieri (pyrotechnique), MGI Coutier (industrie automobile) et Ducros (industrie alimentaire).
Le 31 juillet 1973, une explosion s'est produite dans l'entreprise Ruggiéri de Monteux. Elle fait quatre morts parmi les artificiers et plusieurs blessés,,. Une autre explosion a lieu le 12 avril 1977 faisant deux morts et plusieurs blessés,,.

## Politique et administration
Le conseil municipal est composé de 33 membres : le maire, 9 adjoints, et 23 conseillers municipaux. Il se réunit 8 à 10 fois par an dans la salle du conseil de l'hôtel de ville et règle par délibérations toutes les affaires de la commune.
Il existe aussi un conseil municipal d'enfants, composé de 33 membres, élus chaque année par les élèves de cycle 3 des écoles de la commune.

### Tendances politiques et résultats

#### Élections municipales
En 2001, Christian Gros est réélu dès le premier tour avec 59,7 % des voix face à Yvon Dunand, divers-droite soutenu par le RPR et l'UDF.
En 2008, Christian Gros est réélu dès le premier tour avec 54,8 % des voix face à André Macou, soutenu par l'UMP.
En 2014, Christian Gros est réélu au second tour avec 47,5 % des voix dans une triangulaire face à Jacqueline Bouyac (soutenue par l'UMP), qui remporte 29,1 % des suffrages, et Rémy Arnaud (Front national), avec 23,4 %.

#### Autres scrutins
Résultats de l'élection présidentielle française de 2012 :
- 1er tour : Marine Le Pen (FN) 34,81 % ; Nicolas Sarkozy (UMP) 28,40 % ; François Hollande 17,94 %.
- 2d tour : Nicolas Sarkozy 63,90 % ; François Hollande 36,10 %.

Résultats de l'élection régionale 2015 :
- 1er tour (>5 %) : Marion Maréchal-Le Pen (FN) 55 %, Christian Estrosi (Les Républicains) 16 %, Christophe Castaner (Union de la gauche) 14 %
- 2e tour : Marion Maréchal-Le Pen (FN) 61 %, Christian Estrosi (Les Républicains) 39 %.

### Liste des maires
| Période      | Période   | Identité         | Étiquette | Qualité |
| ------------ | --------- | ---------------- | --------- | --- |
| 1944         | 1947      | Jean Rioufoul    |           | |
| octobre 1947 | mars 1959 | Gaston Gonnet    | Rad.      | Conseiller général du canton de Carpentras-Sud (1945 → 1958)                                                                |
| mars 1959    | 1976      | Édouard Grangier |           | Ancien chef de bataillon Sénateur du Vaucluse (1972 → 1977) Conseiller régional de Provence-Alpes-Côte d'Azur (1973 → 1977) |
| 1976         | mars 1989 | Raymond Chabran  |           | Commerçant |
| mars 1989    | En cours  | Christian Gros   |           | Professeur de faculté retraité Président de la CC Les Sorgues du Comtat                                                     |

### Intercommunalité
Monteux fait partie de la communauté de communes Les Sorgues du Comtat, composée également d'Althen-des-Paluds et de Pernes-les-Fontaines. Elle a été créée le 24 octobre 2001.
La communauté de communes fait partie de plusieurs syndicats mixtes :
- Syndicat mixte ITER Vaucluse ;
- Syndicat mixte intercommunautaire pour l'étude, la construction et l'exploitation d'unités de traitement des ordures ménagères de la région de Cavaillon (sieceutom) ;
- Syndicat mixte pour la création et le suivi du schéma de cohérence territoriale (SCOT) du Sud Luberon.

### Budget et fiscalité
Le budget 2008 de la commune a été de 2 837 053 €, le prévisionnel de 2009 est estimé à 2 925 453 €, ce qui représente une imposition de 184 €/hab, pour les achats et charges externes, et de 449 €/hab, pour les frais de personnels.
| Taxe                                                | Part communale | Part intercommunale | Part départementale | Part régionale |
| --------------------------------------------------- | -------------- | ------------------- | ------------------- | -------------- |
| Taxe d'habitation (TH)                              | 11,20 %        | 0,00 %              | 7,55 %              | 0,00 %         |
| Taxe foncière sur les propriétés bâties (TFPB)      | 15,89 %        | 0,00 %              | 10,20 %             | 2,36 %         |
| Taxe foncière sur les propriétés non bâties (TFPNB) | 40,30 %        | 0,00 %              | 28,96 %             | 8,85 %         |
| Taxe professionnelle (TP)                           | 19,05 %        | 0,00 %              | 13,00 %             | 3,84 %         |

En 2016, le budget de la commune était constitué ainsi :
- total des produits de fonctionnement : 13 124 000 €, soit 1 073 € par habitant ;
- total des charges de fonctionnement : 12 250 000 €, soit 1 002 € par habitant ;
- total des ressources d'investissement : 1 754 000 €, soit 143 € par habitant ;
- total des emplois d'investissement : 1 533 000 €, soit 125 € par habitant ;
- endettement : 11 589 000 €, soit 948 € par habitant.

Avec les taux de fiscalité suivants :
- taxe d’habitation : 13,95 % ;
- taxe foncière sur les propriétés bâties : 20,37 % ;
- taxe foncière sur les propriétés non bâties : 50,19 % ;
- taxe additionnelle à la taxe foncière sur les propriétés non bâties : 0,00 % ;
- cotisation foncière des entreprises : 0,00 %.

Chiffres clés Revenus et pauvreté des ménages en 2014 : médiane en 2014 du revenu disponible, par unité de consommation : 18 282 €.

### Environnement
La collecte et traitement des déchets des ménages et déchets assimilés se fait dans le cadre de la communauté de communes Les Sorgues du Comtat et le syndicat mixte intercommunautaire pour l'étude, la construction et l'exploitation d'unités de traitement des ordures ménagères de la région de cavaillon (sieceutom).

### Jumelages
Monteux est jumelée avec :
- Gladenbach (Allemagne) ;
- Niemcza (Pologne) depuis mai 2009[37].

| Monteux Gladenbach Niemcza |

## Équipements et services publics

### Enseignement

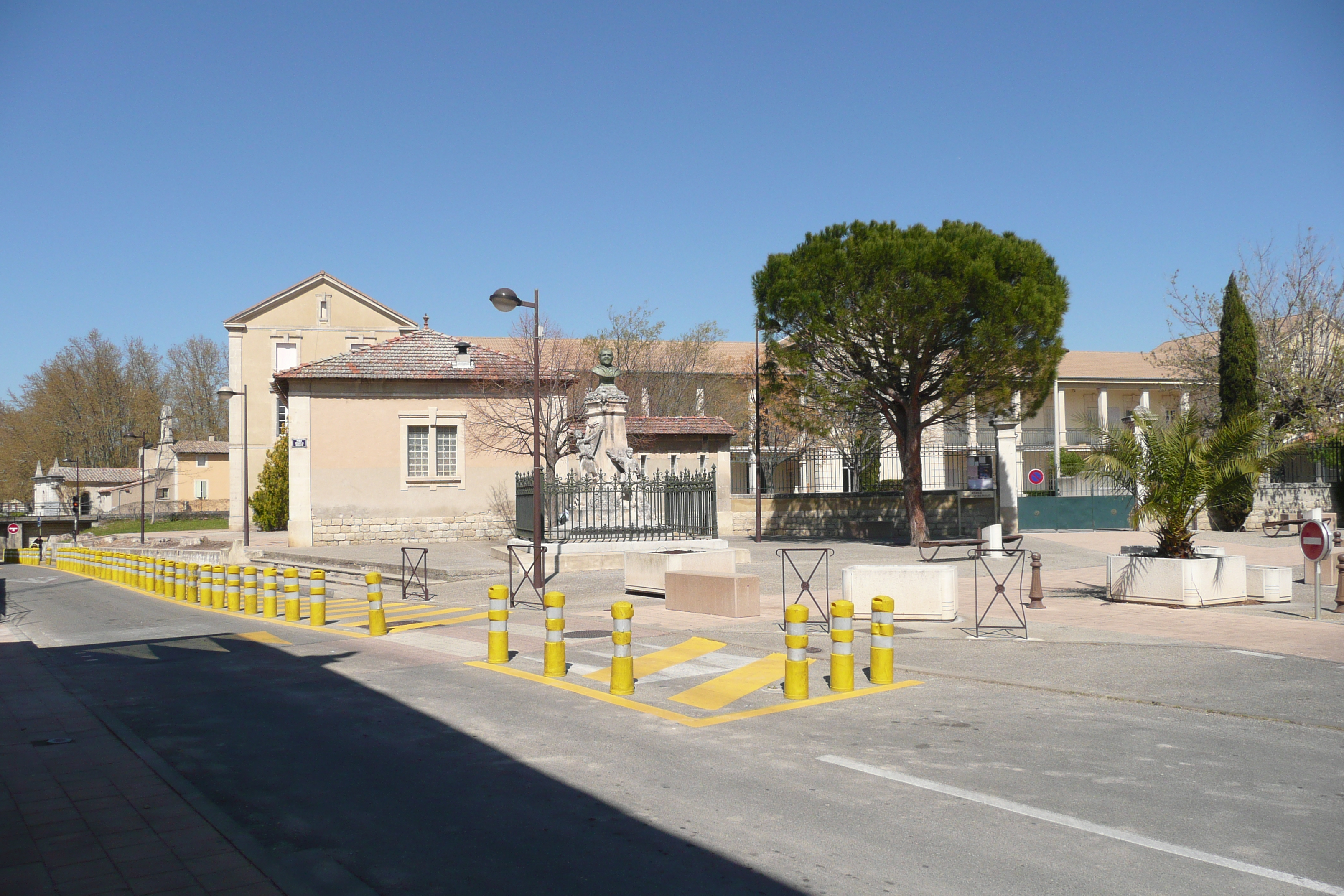
Groupe scolaire de Monteux.

- Deux crèches (Belle-Bleue et Clementine)
- Le groupe scolaire Béraud
- Le groupe scolaire Ripert
- L'école Pagnol
- Le groupe scolaire Lucie-Aubrac
- L'école des Garrigues (école intercommunale)
- Le collège Silve
- L'école et collège Notre-Dame-du-Bon-Accueil

### Santé
L'offre en soins à Monteux est variée. Une partie des praticiens sont regroupés dans un centre médical.
- 10 médecins généralistes,
- 3 orthophonistes
- 7 infirmières
- 2 ostéopathes
- 5 dentistes
- 2 pédicures
- 6 kinésithérapeutes
- 1 diététicienne
- 4 pharmacies

Monteux dispose aussi d'une maison de retraite, réservée aux personnes âgées valides.

## Population et société

### Démographie

#### Évolution démographique
L'évolution du nombre d'habitants est connue à travers les recensements de la population effectués dans la commune depuis 1793. Pour les communes de plus de 10 000 habitants les recensements ont lieu chaque année à la suite d'une enquête par sondage auprès d'un échantillon d'adresses représentant 8 % de leurs logements, contrairement aux autres communes qui ont un recensement réel tous les cinq ans,.

En 2022, la commune comptait 13 159 habitants, en évolution de +2,25 % par rapport à 2016 (Vaucluse : +1,73 %, France hors Mayotte : +2,11 %).
| 1793  | 1800  | 1806  | 1821  | 1831  | 1836  | 1841  | 1846  | 1851  |
| ----- | ----- | ----- | ----- | ----- | ----- | ----- | ----- | ----- |
| 3 161 | 3 245 | 3 514 | 4 005 | 4 760 | 4 978 | 5 450 | 4 473 | 4 607 |

| 1856  | 1861  | 1866  | 1872  | 1876  | 1881  | 1886  | 1891  | 1896  |
| ----- | ----- | ----- | ----- | ----- | ----- | ----- | ----- | ----- |
| 4 483 | 4 512 | 4 528 | 4 376 | 4 058 | 3 722 | 3 697 | 3 530 | 3 847 |

| 1901  | 1906  | 1911  | 1921  | 1926  | 1931  | 1936  | 1946  | 1954  |
| ----- | ----- | ----- | ----- | ----- | ----- | ----- | ----- | ----- |
| 4 036 | 4 040 | 4 146 | 3 882 | 4 005 | 4 185 | 4 416 | 4 373 | 4 710 |

| 1962  | 1968  | 1975  | 1982  | 1990  | 1999  | 2004   | 2006   | 2011   |
| ----- | ----- | ----- | ----- | ----- | ----- | ------ | ------ | ------ |
| 5 237 | 5 867 | 6 471 | 7 524 | 8 157 | 9 564 | 10 597 | 10 704 | 11 122 |

| 2016   | 2021   | 2022   | - | - | - | - | - | - |
| ------ | ------ | ------ | - | - | - | - | - | - |
| 12 870 | 13 129 | 13 159 | - | - | - | - | - | - |

#### Pyramide des âges
La population de la commune est relativement jeune. En 2018, le taux de personnes d'un âge inférieur à 30 ans s'élève à 37,3 %, soit un taux supérieur à la moyenne départementale (33,6 %). À l'inverse, le taux de personnes d'un âge supérieur à 60 ans (23,6 %) est inférieur au taux départemental (28,4 %).
En 2018, la commune comptait 6 133 hommes pour 6 742 femmes, soit un taux de 52,36 % de femmes, supérieur au taux départemental (52,03 %).
Les pyramides des âges de la commune et du département s'établissent comme suit :
| Hommes | Classe d’âge | Femmes |
| ------ | ------------ | ------ |
| 0,3    | 90 ou +      | 0,8    |
| 6,1    | 75-89 ans    | 8,7    |
| 15,2   | 60-74 ans    | 16,0   |
| 21,6   | 45-59 ans    | 20,9   |
| 17,1   | 30-44 ans    | 18,6   |
| 17,9   | 15-29 ans    | 17,1   |
| 21,8   | 0-14 ans     | 17,9   |

| Hommes | Classe d’âge | Femmes |
| ------ | ------------ | ------ |
| 0,8    | 90 ou +      | 1,9    |
| 8,3    | 75-89 ans    | 10,6   |
| 18,1   | 60-74 ans    | 19,1   |
| 20,3   | 45-59 ans    | 19,9   |
| 17,6   | 30-44 ans    | 17,6   |
| 16,1   | 15-29 ans    | 14,4   |
| 18,9   | 0-14 ans     | 16,4   |

### Manifestations culturelles et festivités

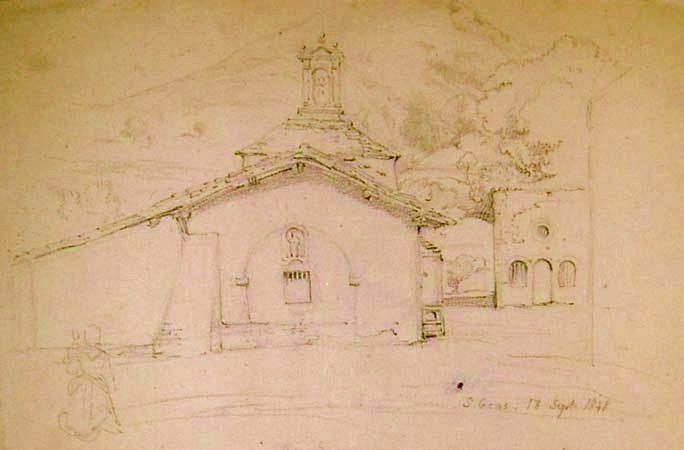
Notre-Dame-des-Grâces, lieu de culte de saint Gens, par Jean-Joseph Bonaventure Laurens, croquis du 18 septembre 1841.

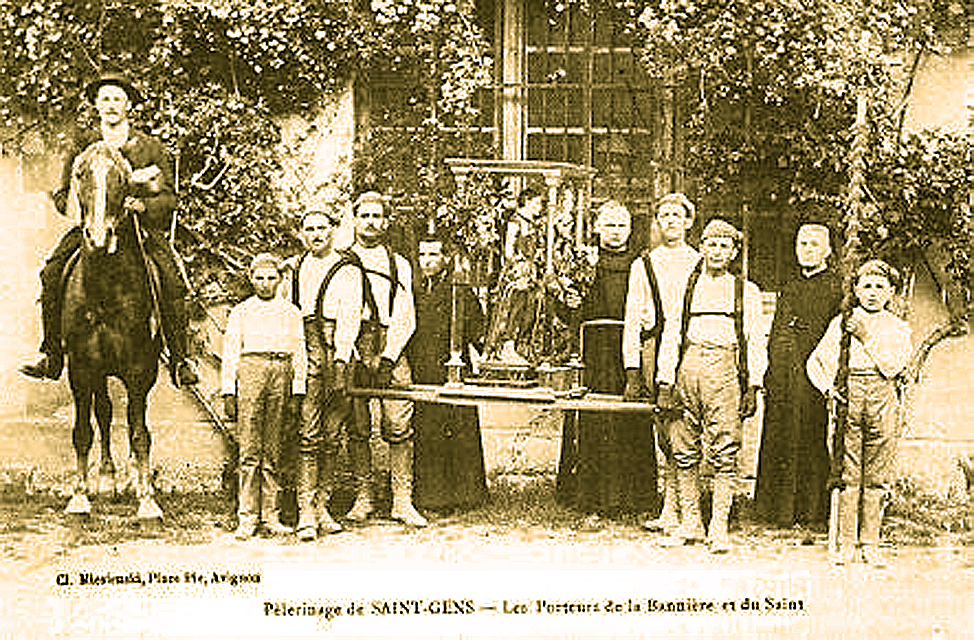
Les porteurs de la bannière et de la statue de saint Gens entourés du clergé et accompagnés par le maître de la confrérie à cheval.

Chaque année, le week-end suivant le 16 mai, la confrérie de Saint Gens organise un pèlerinage au Beaucet. Cette manifestation a gardé son caractère traditionnel et folklorique. Le samedi, des jeunes gens en costumes d'époque portent la statue de saint Gens et la bannière jusqu’à l’ermitage. Dans la soirée du samedi et la matinée du dimanche, des cérémonies religieuses ont lieu. Le Christ, porté également par des jeunes gens en tenues d’époque, part de Monteux vers l’ermitage à six heures du matin. Quand ces cérémonies sont terminées, le cortège des pèlerins, formé de personnes à pied et de charrettes (appelées jardinières), repart vers Monteux. À l’arrivée du saint, des bombes éclatent et les cloches sonnent. Une bénédiction a lieu dans la chapelle consacrée au saint et la fête se termine à l’église Notre-Dame-de-Nazareth par une allocution en provençal.
Le feu d'artifice, symbole issu de la présence historique d'une importante industrie pyrotechnique. Le quatrième vendredi du mois d'août donne lieu à un grand feu d'artifice d'envergure nationale. En 2006, pour fêter l'année Mozart, le thème était La Flûte Enchantée. En 2007, c'est l'Europe qui en est le thème, avec Canta, Europa mia. Ce feu d'artifice sans égal dure entre 3/4 d'heure et une heure, et attire environ 15 000 personnes venues de toute la région, ainsi que de nombreux touristes.
En 2004, à l'occasion du 900e anniversaire de son saint Patron, saint Gens, Monteux inaugurait La Légende des Siècles. Depuis 2008, le thème de cette fête sert aussi de support à la carte de vœux et au Feu de Monteux. Dans le cadre de la Légende des Siècles, il est décliné de différentes façons, espaces scéniques, saynètes, spectacles musicaux, expositions, marché… Cette grande fête populaire a l'ambition de transporter tous ses participants en un autre lieu, en une autre époque. Monteux crée ainsi tous les deux ans un univers festif particulier et différent. 200 bénévoles travaillent des mois durant pour réaliser les décors et costumes et atteindre une atmosphère ludique avec comme fil rouge le voyage à travers les siècles. Cette festivité a été annulée en 2014.
La fête de la Saint Jean a lieu aux environs du 20 août et dure cinq jours. C'est une fête foraine avec manèges et attractions diverses, mais de nombreuses autres festivités sont organisées : spectacle de variétés, compétitions de rugby, football, moto-ball, concours de boules, jeux pour enfants… mais aussi une matinée Camargue (abrivado, bandido) le dimanche matin.
Un bal a lieu tous les soirs. Le vendredi soir à 22 heures se déroule le grand feu d'artifice, véritable spectacle son et lumières, qui attire chaque année près de 30 000 personnes venant des quatre coins de la France.
La foire d'Automne, organisée pour la première fois en septembre 1999, se veut conviviale et festive. Elle réunit commerçants, artisans et associations de la ville sous forme de villages répartis dans le centre-ville, chacun exposant ses productions ou activités. S'ajoutent également à cela, concessionnaires automobiles, brocanteurs, marché artisanal avec produits du terroir, potiers…
Un salon de peinture et de sculpture est organisé chaque année, à compter de 2012, lors de « Monteux en fleurs ».

### Sports et loisirs

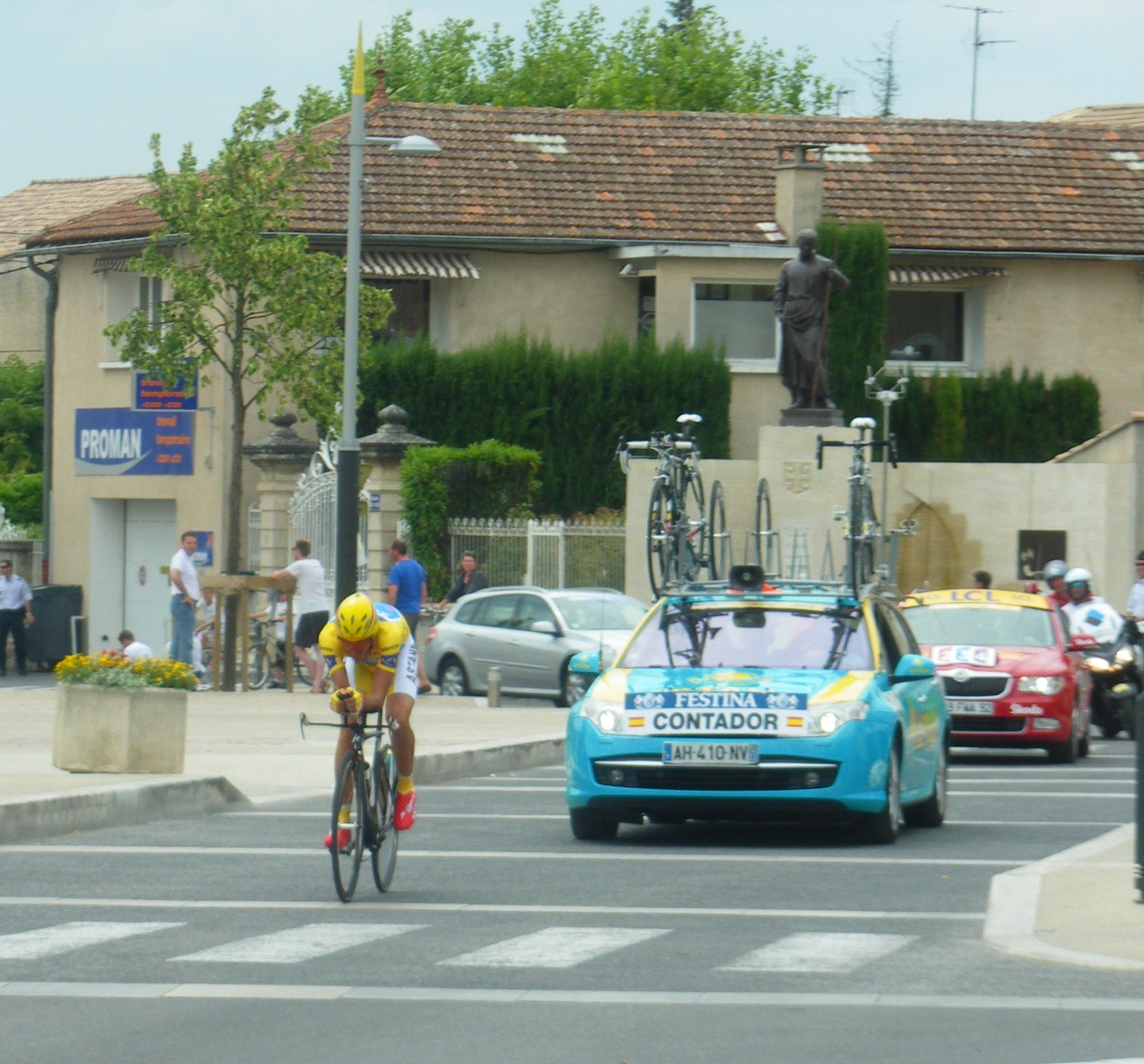
Alberto Contador lors du Critérium du Dauphiné 2010, à Monteux.

Il existe à Monteux des associations sportives en rugby (Étoile sportive montilienne), football, handball, moto-ball, tennis, course à pied, ping-pong, pétanque, vélo ou équitation. Le Football Club Féminin Monteux est un club de football féminin créé en 1988 et vice-champion de France de Division 2 en 2005. Elle dispute le championnat de Division 2 2010-2011, soit le deuxième niveau national.
Les stades Georges-Henri, Bertier et Saint-Hilaire sont mis à disposition des clubs de rugby, football, moto-ball. Le COSEC est composé d'un gymnase (pour le badminton, handball, basket-ball) et d'un stade en plein air avec des terrains de baskets, de hand-ball, un terrain de football et une petite piste d'athlétisme avec toutes les installations nécessaires à la pratique de l'athlétisme. Il y a également une halle des sports.
Le 9 juin 2010 : Monteux est ville de départ pour une étape du critérium du Dauphiné 2010.
Monteux dispose aussi d'un Cynodrome, piste pour les courses de Lévriers avec ou sans pari mutuel, organisé par le Training Club Provençal des Lévriers de Courses (TCPLC) et la Société Provençale de Courses de Lévriers (SPCL)
Le club d'haltérophilie de Monteux a remporté plusieurs distinctions, notamment grâce à Anthony Coullet.

### Infrastructures
- Bibliothèque, MJC, l'Atelier, la maison des associations.
- La salle des Fêtes : depuis 1992, Monteux est doté d'une salle des fêtes appelée la salle du Château d'Eau. Sa capacité totale de 800 personnes est modulable, elle dispose d'un système de sonorisation et d'éclairage, d'une scène, d'un bar, d'une cuisine aménagée, et d'un hall d'accueil, d'un parking de 800 places et d'un parc ombragé agrémenté de jeux pour enfants.
- La salle de la Vannerie sert aussi de salle de spectacle.

### Autres services
- Maison Familiale Rurale de la Denoves
- École de Musique[43]
- Centre de Loisirs Associé à l’École (CLAE).

### Vie associative
Monteux compte plus de 140 associations, parmi lesquelles on trouve des associations à caractère :
- culturel : MJC, bibliothèque, traditions provençales, musique, chorale, jumelage ;
- scolaire et périscolaire : associations de parents d’élèves, coopératives scolaires, société des écoles laïques ;
- social : croix rouge Française, amicale des donneurs de sang, association familiale, secours catholique, secours populaire ;
- patriotique : anciens combattants.

### Médias
La radio Fly FM, radio associative, émet depuis la ville de Monteux. Elle peut être écoutée sur 89.8 FM, sur la radio, ou par ADSL, pour les abonnés de free.fr sur le canal 89 du module radio.
Côté presse écrite, l'actualité montilienne est traitée dans la presse régionale, la Provence et Vaucluse, ainsi que dans la presse locale, l'Hebdo du Comtat.

### Cultes
Catholique. Lieu de culte : église Notre-Dame-de-Nazareth.

## Économie

### Revenus de la population et fiscalité
En 2010, le revenu fiscal médian par ménage était de 27 198 €, ce qui plaçait Monteux au 12 362e rang parmi les 31 525 communes de plus de 39 ménages en métropole.
En 2013, 49,9 % des ménages sont imposables.

### Commerces
Le commerce de proximité est varié et dynamique : alimentation générale, boulangeries-pâtisseries, poissonnerie, vins, équipement de la personne, culture et loisirs, services… tous les domaines sont représentés.
Côté artisans, la diversité est aussi de mise : ferronnerie, maçons, matériaux, menuisier, mécanique, plombiers, alarme, jardinier paysagiste…
Un grand nombre de ces commerçants et artisans se sont regroupés en association, l’Association des Commerçants et Artisans de Monteux (l’UCAM), afin d’offrir aux Montiliens des services supplémentaires : animations et promotions diverses, livraison à domicile… On notera aussi la présence de deux supérettes, et de plusieurs banques.

### Tourisme
Chaque année, dans la seconde moitié du mois de mai se déroulent des fêtes médiévales sur un thème différent. Elles s'étalent sur 36 heures et mobilisent 150 artistes. Vers la fin août, est tiré un gigantesque feu d'artifice qui attire une foule considérable. La commune accueille le parc Spirou, un parc d'attractions sur l'univers de l'éditeur de bande dessinée Dupuis ouvert en 2018.

### Agriculture
Dès la fin du XIXe siècle, la mise en place de la ligne de Sorgues - Châteauneuf-du-Pape à Carpentras accéléra la vocation agricole de la commune. À partir des années 1960, l'utilisation des serres agricoles permit de mettre en marché deux spécialités : la fraise de Carpentras et le melon de Cavaillon.
- Serres
- Arboriculture fruitière
- Primeurs
- Horticulture

### Industrie
L'industrie historique de Monteux est liée aux feux d'artifice. La société Ruggieri a été durant de nombreuses années l'un des principaux employeurs de la commune. Après plusieurs accidents industriels ayant touché le village, qui s'accroissait autour des usines, l'activité n'est plus assurée à Monteux. Reste de ce passé, l'organisation annuelle d'un feu d'artifice, fin août, d'une heure environ. Il sert de test grandeur nature des dernières innovations pyrotechniques de ce groupe.
La commune compte quatre zones d’activités, couvrant 90 hectares qui accueillent les entreprises :
Zone de la Tapy35 entreprises sont installées sur cette zone de 32 hectares commercialisés. Elle est située pris de la voie rapide RD 942  Monteux centre, à huit minutes de l'autoroute A7 ( 23 : Avignon Nord). Les principales entreprises installées : Ducros - Mc Cormick (unité de production européenne de moulins à poivre - 200 millions d'unités), MGI Coutier (unité de production et centre de recherche international), Charles Faraud, BN Serres, Assurema, LSM, Jimenez Motor, Mas Provence, SARL 555, BB Cash, Rougerie…les ZAC des Escampades I et II, la zone artisanale de la Tapy et la Zone Industrielle de Beauchamp.
Zone de BeauchampHuit entreprises sont installées sur cette zone de 19 hectares commercialisés. Elle est accessible par la voie rapide RD 942 sortie Monteux centre. Les principales entreprises installées sont Christian Potier, Transports Lurit, Rossi Récupération…
ZAC des Escampades 1 et 236 entreprises sont installées sur cette zone de 55 hectares commercialisés. Elle est située près de la voie rapide RD 942  Monteux - Escampades. Les principales entreprises installées : Norbert Dentressangle, Epices Fuchs, Iséa, Lafarge (centre de formation), MS Distribution, STIM, SMV, et dernièrement TPM, RDC, GEC, VPSV, Décoralux et la confiserie Aillaud…
Plateforme économique du PérussierCette friche industrielle laissée par les établissements Lacroix-Ruggieri, achetée par la communauté en 2006, et transformée en pépinière d'entreprises et ateliers relais. Sur 10 000 m2 de bâti sur 7,5 hectares de terrain, 30 entreprises se sont installées. Elle est située près de la voie rapide RD 942  Monteux Nord - Sarrians. Les principales entreprises installées sont : SOPREM, La croisée des fers, Les Forges de la Louve, Chaudronnerie Demord, Accès Cible Bâtiment, MMD, Pro Musica (centre de formation)…
Deux zones sont également en projet, en vue du développement de l'activité économique.
Zone des MourguesCe projet de 17 hectares est proche de la voie rapide RD 942  Monteux centre. La mise en œuvre a été interrompue du fait des annulations des POS en 2001 et 2005. La procédure de création et de réalisation de la ZAC vient d'être reprise.
ZAC de BeaulieuCe projet de 100 hectares, est en commercialisation prévue pour 2013. Elle est située à l'ouest de la ville, le long de la voie rapide RD 942  Monteux centre. Ce projet d'envergure a été labellisé "site expérimental de développement durable européen" par le ministère de l'Écologie, du développement et de l'aménagement durable.

## Culture et patrimoine

### Lieux et monuments
- La tour Clémentine était le donjon du château de Monteux, construit au XIe siècle. C'est la seule construction qui a résisté à l'incendie qui a détruit ce château en 1415. Son nom lui a été donné en l'honneur du pape Clément V qui fut l'un de ses possesseurs et qui y séjourna souvent. Elle mesure 28 mètres de haut et est large de 8 mètres. Ses murs ont une épaisseur de 2 mètres. Son sommet est bordé de créneaux simples. Sa hauteur permet de voir l'ensemble de la ville et la plaine du Comtat. Sa démolition a été fréquemment demandée, mais jamais accordée, car les souvenirs historiques qui s'y rattachent sont nombreux. La tour a d'ailleurs été classée Monument Historique le 8 janvier 1910[49].
- Vestiges des remparts de la ville : la Porte Neuve[50] et la Porte d'Avignon sont deux portes qui permettaient d'entrer dans la ville, à l'époque où Monteux était entourée de remparts. Ce sont d'ailleurs les deux seuls vestiges de ces remparts. La Porte Neuve date du XIVe siècle et s'appelait autrefois porte Notre-Dame. Elle a changé de nom et a été doublée lors de sa restauration au XVIIe siècle. Elle a conservé les conduits des chaînes du pont levis et ses tourelles d'angle. Sous le porche voûté, deux banquettes de pierre étaient adossées aux murs et servaient de sièges aux membres du Conseil de la Cité qui rendaient là la justice. Cette porte est unique en son genre dans la région et est classée Monument Historique.
- La porte d'Avignon a été édifiée au XIVe siècle afin de permettre l'accès vers Avignon et le sud de Monteux[51]. Murée en 1695, une nouvelle porte a été édifiée il y a environ 290 ans suivant les plans de Mignard, peintre de la noblesse et du roi Louis XIV. Son aspect d'origine était beaucoup plus flatteur, portant en sculpture les armes du pape et celles de Monteux, mais elles furent brisées en 1792. Cette porte était l'un des lieux importants de la ville : seul passage avec le Portail Neuf pour sortir de la ville, lieu de ravitaillement en eau, elle était synonyme de vie et d'activités.
- L'église Notre-Dame-de-Nazareth doit son existence aux religieux de l'abbaye de Montmajour, qui autorisèrent, au XIVe siècle, l'agrandissement d'une chapelle intra muros en raison de l'éloignement de la première église. De style gothique dominant, la nef de l'église mesure 40 mètres de long et 14 de large. Le clocher date de 1605. Après la Révolution, la construction exigea de grosses réparations. La façade gothique classique a été réalisée entre les deux guerres. L'église a récemment été restaurée et classée Monument Historique[52],[53] en 1992 pour les raisons suivantes : "Charpente apparente. Rareté de ce type d'édifices dans le Sud-Est". Une tribune est construite en 2007 pour y installer un orgue à tuyaux. Depuis 2010, l'Orgue trône fièrement sur sa tribune. Chaque année un festival est organisé par l'association des Amis de l'Orgue de Monteux[54].
- La chapelle Notre-Dame-des-Grâces[55] : En 1629, en pleine épidémie de peste, le conseil de Monteux décide de construire une chapelle sous le titre de Notre-Dame-des-Grâces, afin d'apaiser « l’ire de Dieu », et de faire cesser le mal contagieux qui s'étend sur le Comtat Venaissin. C'est donc en 1630 que la chapelle Notre-Dame-des-Grâces est construite, érigée par Nicolas Moreau, un maçon de Pernes-les-Fontaines. Elle rend de grands services à la commune. Elle est, par exemple, transformée en infirmerie en 1720 quand la peste fait son grand retour dans la région, elle sert également à protéger les fidèles lors de fortes intempéries. Le 21 septembre 1780, l'eau justement, et plus particulièrement l'Auzon, a raison de notre petite chapelle, envahissant l'intérieur et dégradant au passage les murs jusqu'à hauteur d'homme. Malgré tout, la chapelle Notre-Dame-des-Grâces a su faire face à l'outrage du temps (pillages, destruction) pour la plus grande joie des Montiliens.
- La chapelle des Pénitents Noirs[56] appartenait à la confrérie des Pénitents Noirs, association religieuse fondée à Monteux en 1566. Au début, les pénitents eurent un terrain derrière l'église et construisirent une chapelle dans laquelle ils se réunirent pendant près de 200 ans. Au milieu du XVIIIe siècle, ils s'installèrent dans une nouvelle chapelle où ils ne restèrent que 40 ans car, pendant la Révolution, elle fut confisquée et vendue. La confrérie resta alors près de 50 ans sans lieu de culte. En janvier 1842, le recteur des pénitents leur céda une partie de l'un de ses terrains pour qu'ils puissent construire une nouvelle chapelle, qui est encore debout aujourd'hui. Mesurant 15 m de long et 10 de large, elle comporte une seule nef rectangulaire et peut recevoir environ 150 personnes assises. Jusqu'en 1914, la confrérie sera très dynamique, mais avec la Première Guerre mondiale, ses activités seront mises en sommeil. En 1960, avec la mort du chanoine Laporte, ce sera la fin des activités de la confrérie des Pénitents à Monteux. Depuis, la chapelle est utilisée pour différentes activités et sert parfois pour la présentation d'expositions.
- L'hôtel de ville était autrefois un hôpital, l'hôpital Saint-Pierre. Il fut construit en 1713, car le précédent hôpital était trop petit. Il ferma momentanément après avoir été pillé pendant la Révolution. Les Allemands l'occupèrent pendant la dernière guerre obligeant ainsi les religieuses qui s'occupaient des malades à retourner dans leur couvent ardéchois. Les malades furent alors dispersés dans les différents établissements des alentours. Après la guerre, les citoyens de Monteux désirèrent retrouver leur hôpital et voulurent le retour des religieuses. Mais le conseil municipal en majorité anticléricale s'opposa à la volonté des citoyens. Le bâtiment fut mis à la disposition des personnes du 3e âge qui venaient y passer la journée, encadrées par des bénévoles. Le bâtiment et les jardins n'étant plus entretenus, le site se détériorait. La municipalité décida dans les années 1950 d'en faire la mairie et d'y transférer l'ensemble des services administratifs. Et c'est ainsi que l'inauguration de l'hôtel de ville eut lieu le 21 juillet 1958.

On trouve aussi de nombreuses fontaines au hasard de la promenade dans les rues du cœur de ville.

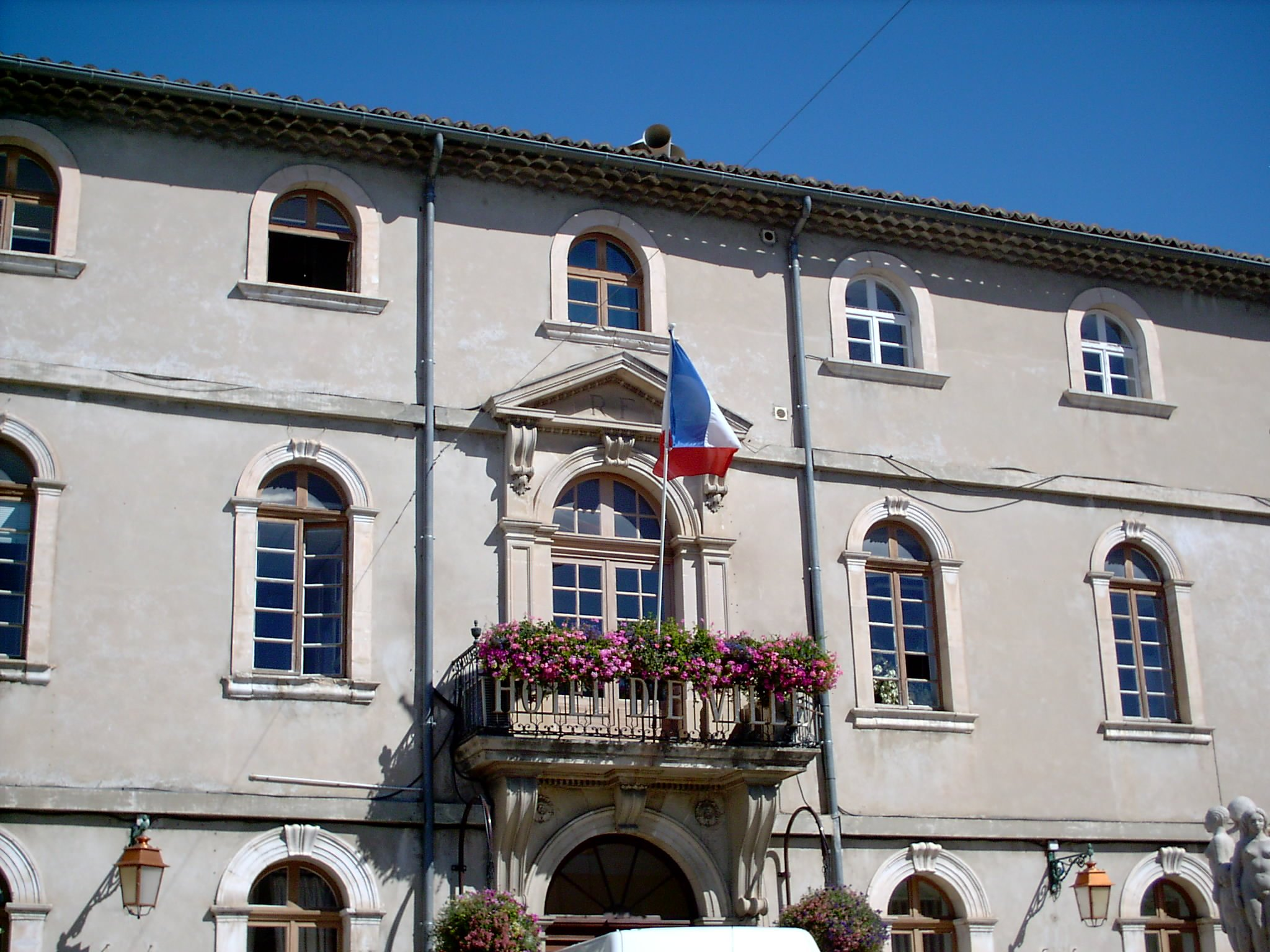
Hôtel de ville.
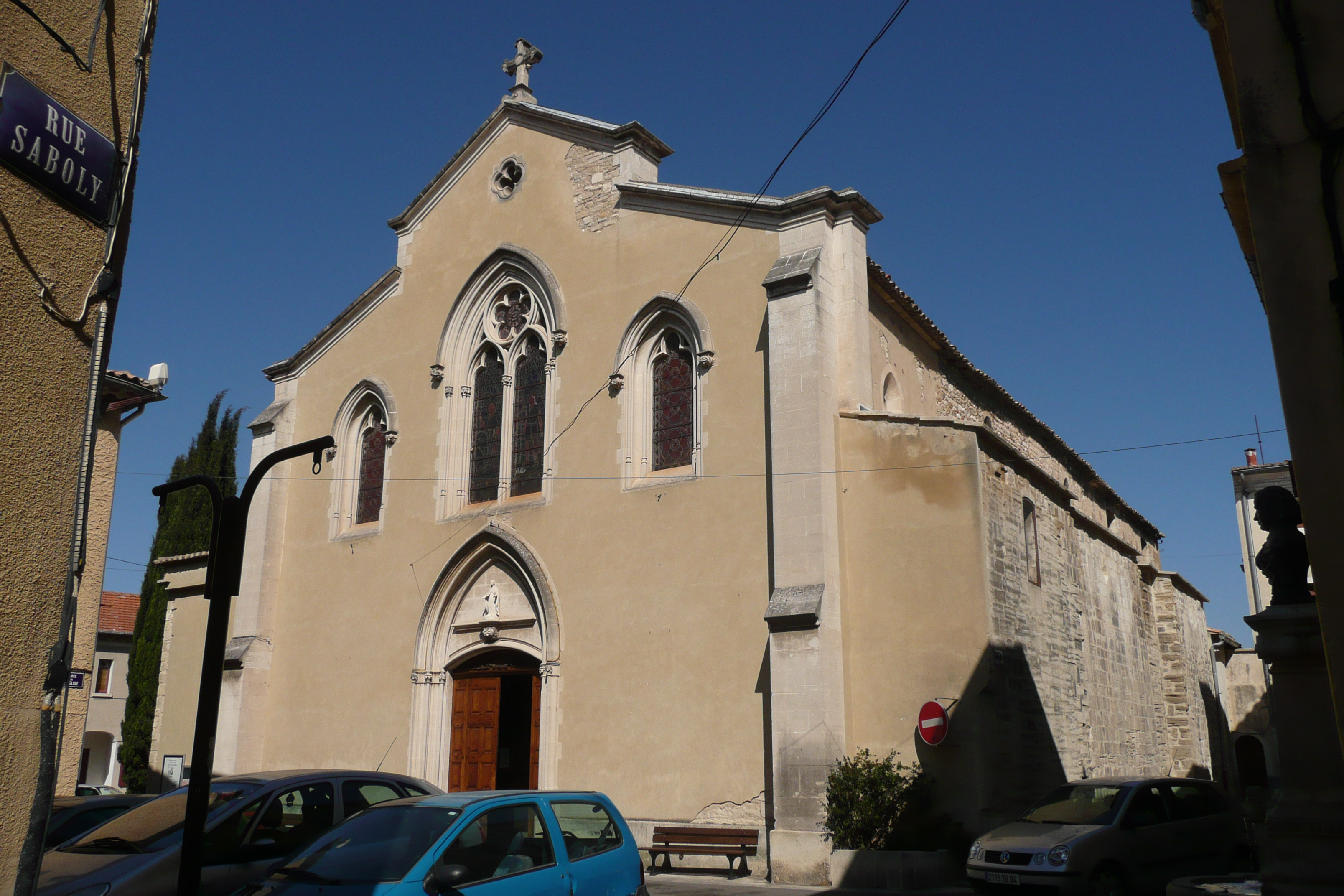
Église Notre-Dame-de-Nazareth.
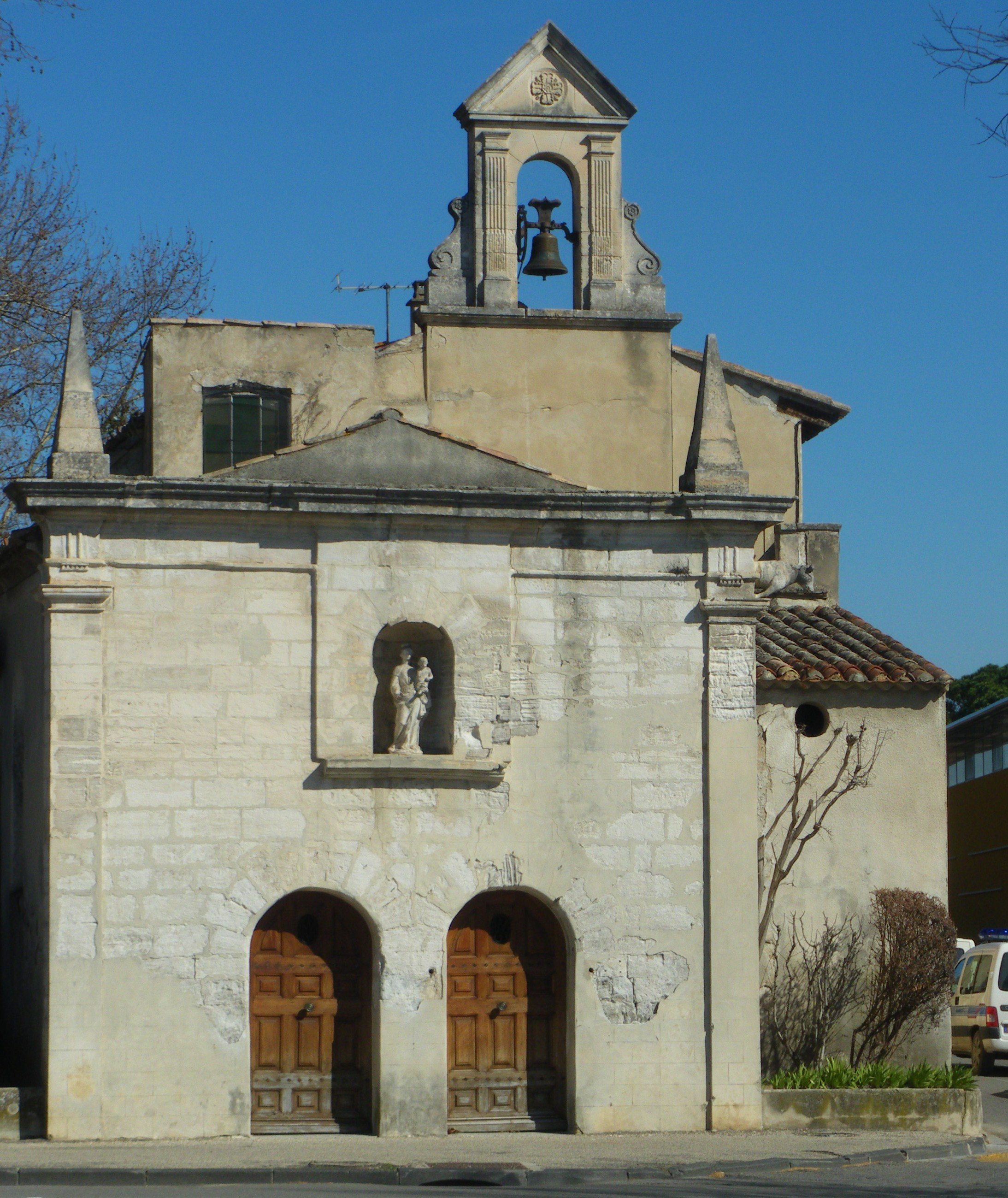
Chapelle Notre-Dame-des-Grâces.
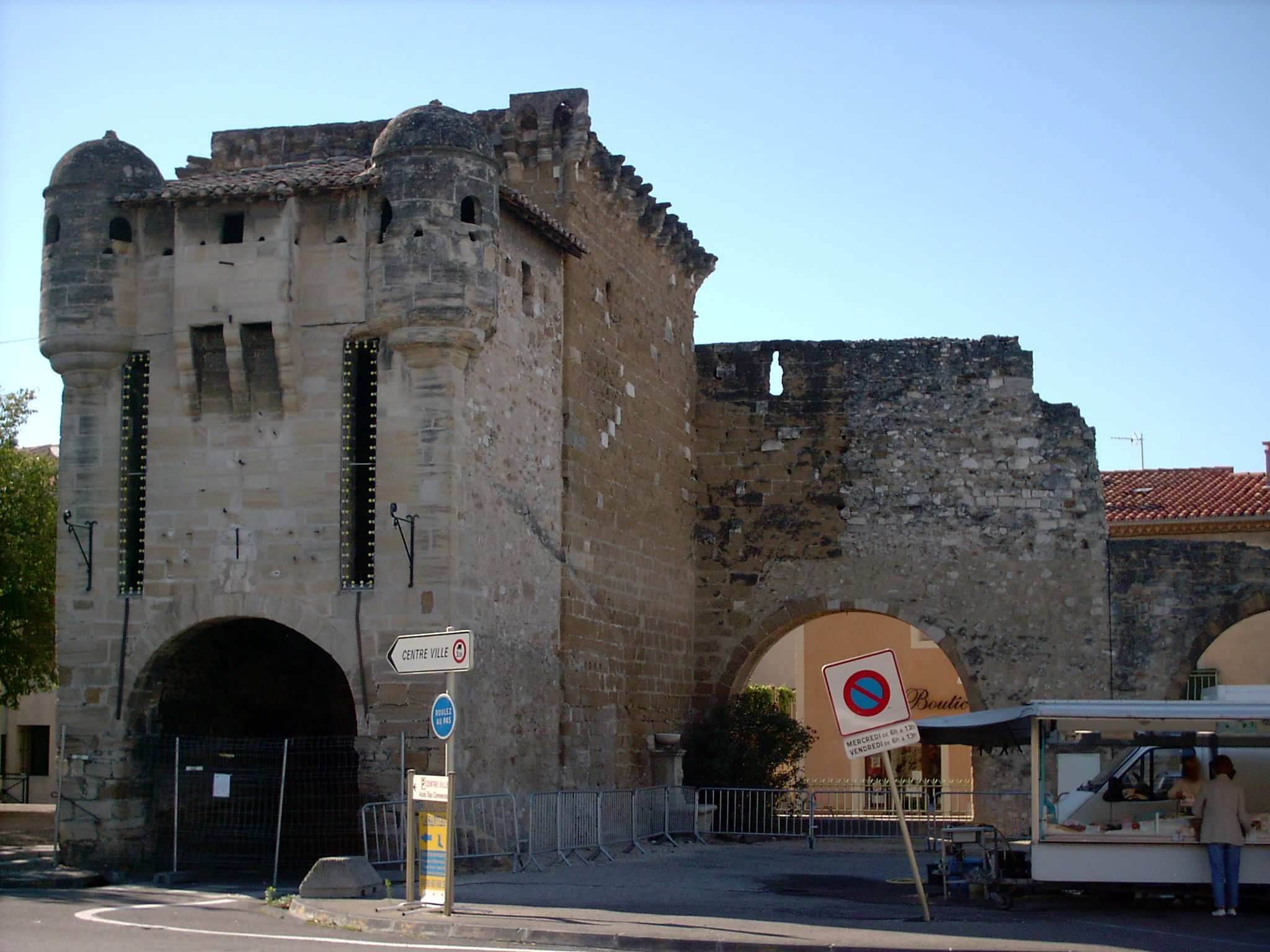
Porte Neuve.
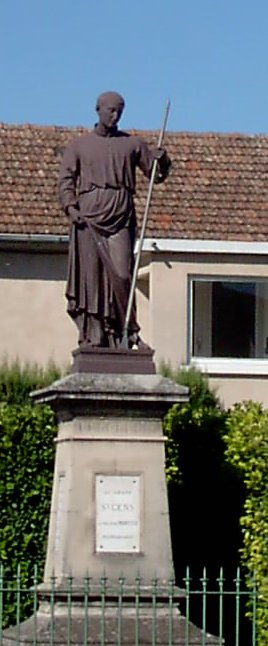
Statue de saint Gens.
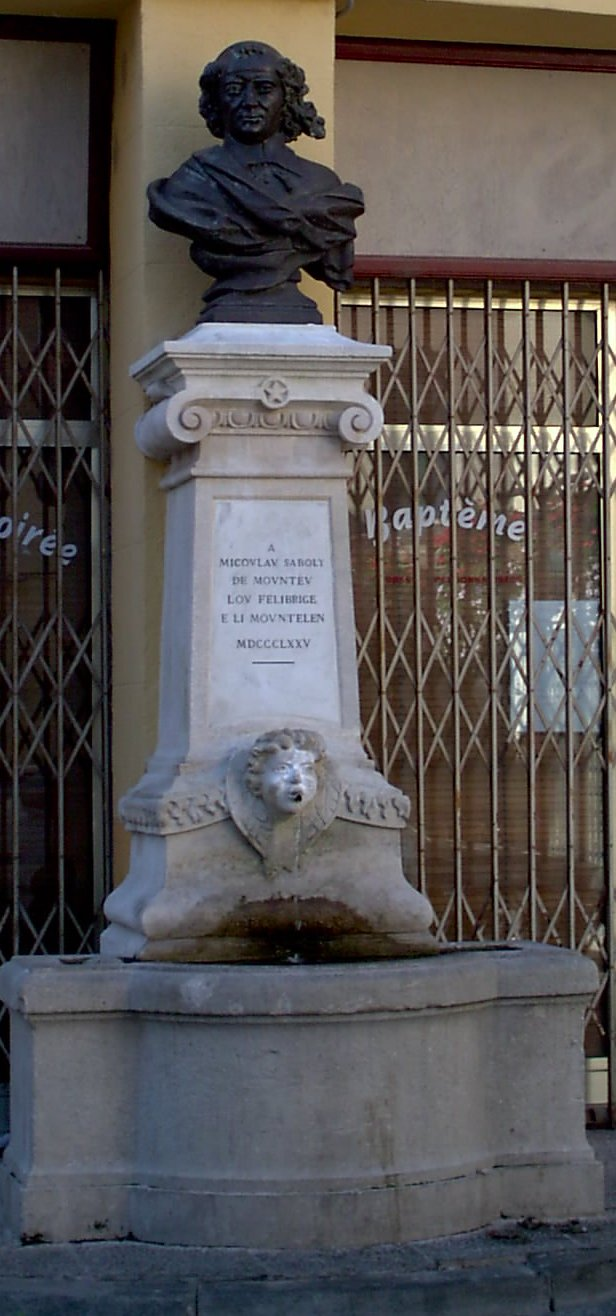
Fontaine avec un buste de Nicolas Saboly.

### Patrimoine environnemental

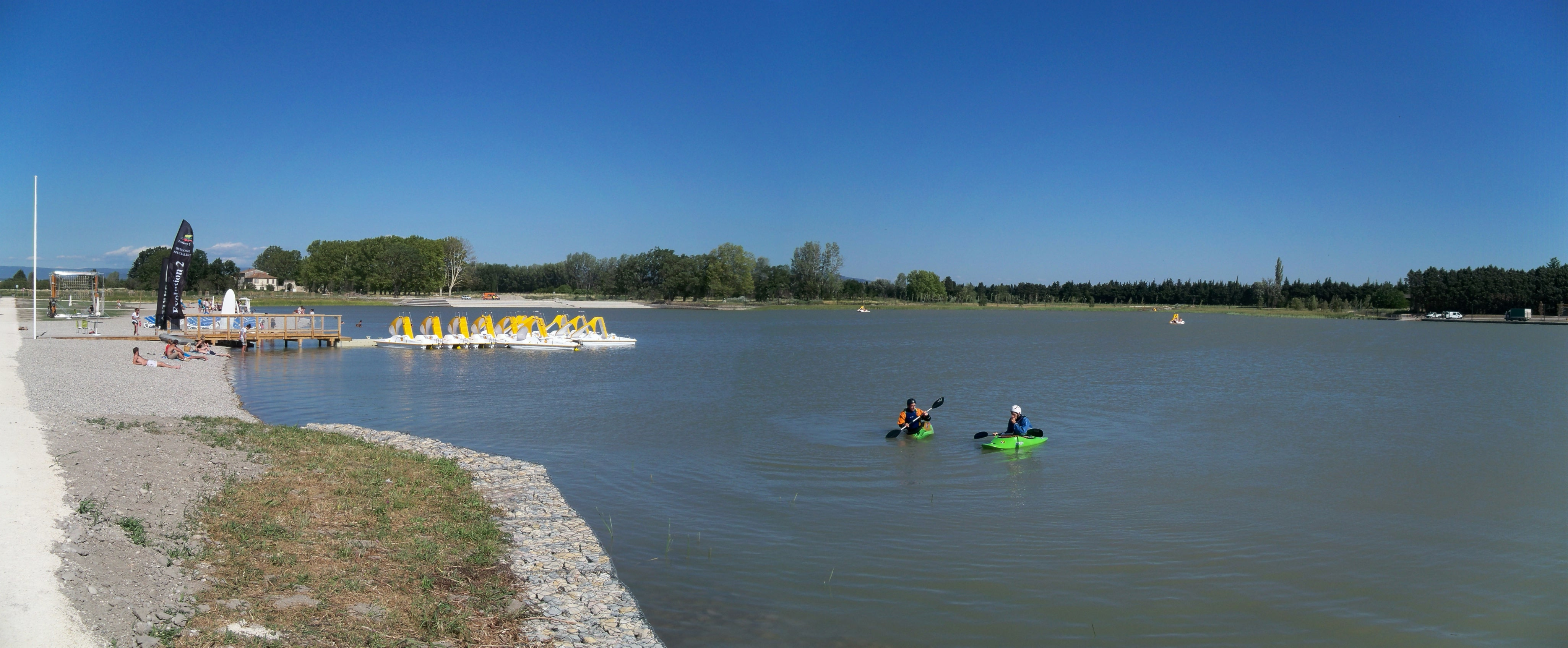
Lac de Monteux, dans le quartier Beaulieu.

La commune dispose de deux parcs : le parc Bellerive et le parc Notre-Dame, situés de chaque côté de l'Auzon, la rivière qui traverse la ville. On peut aussi faire des randonnées autour de Monteux.
Le parc de Beaulieu, comprenant un lac de dix hectares, ouvert au public depuis l'été 2013, est inclus dans un écoquartier.

### Personnalités liées à la commune

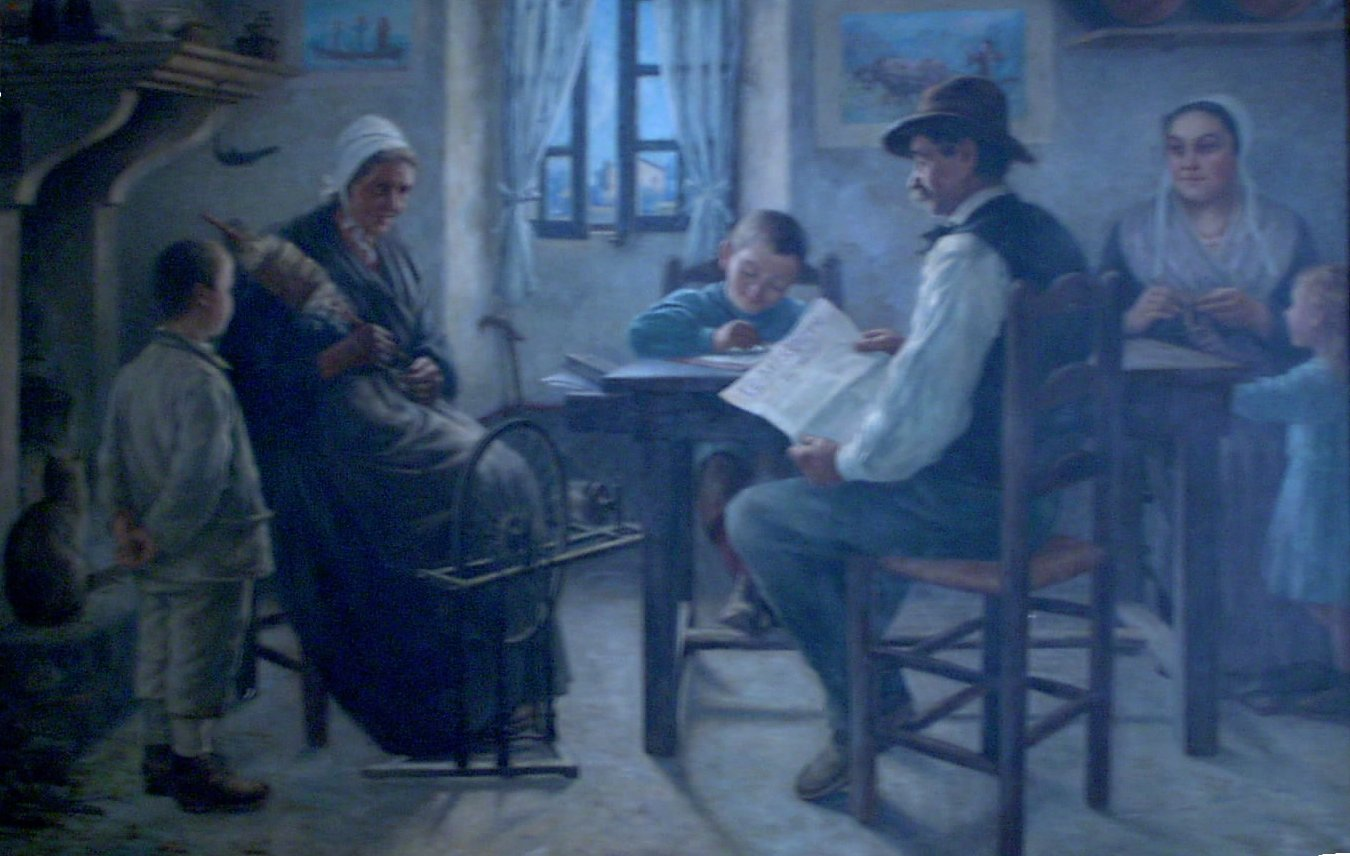
Tableau de Benoni Auran.

- Gens Bournereau dit Gens du Beaucet ou Saint Gens.
- Nicolas Saboly (1614-1675) : il écrivait des chants de Noël populaires en provençal qui sont toujours chantés pour les messes de minuit et dont le succès a dépassé le cadre de la Provence.
- Rosa Bordas est née à Monteux le 26 février 1840. C'est une des premières interprètes féminines de la chanson française populaire, avec Amiati. Elle vivait avec sa mère qui tenait une auberge cabaret. Elle rencontra son époux lors d'une fête, il était guitariste chanteur et lui apprit la musique. Son succès fut rapide et devint vite national. Elle s'illustra à Paris pendant les événements de la Commune. Décédée le 30 mai 1901, elle fut enterrée à Monteux. Frédéric Mistral lui consacre un chapitre entier dans son ouvrage Memòri e Raconte (Mémoires et récits). De son vrai nom Rosalie Martin, dite Rosa Bordas ou tout simplement La Bordas, ou « la Rachel du peuple », elle avait, lors de la déclaration de la guerre en 1870, chanté « La Marseillaise » un drapeau à la main.
- Félicien Trewey est né le 23 mai 1848 à Angoulême, mais a vécu à Monteux dès la prime enfance. Spécialiste de mimes et ombres chinoises, ou ombromanie, il utilisait de nombreux chapeaux pour visualiser les personnages qu'il mimait. Il était aussi un prestidigitateur internationalement reconnu. Amis des Frères Lumière, il a tourné dans leurs premiers films en 1895 et il a introduit le cinématographe Lumière en Grande-Bretagne en février 1896. Il est décédé le 2 décembre 1920 et est enterré à Monteux.
- Benoni Auran : Né en 1859, décédé en 1944, artiste peintre, reconnu au niveau international. Nombre de ses œuvres sont exposées dans les salles de l'hôtel de ville. Il est coté à Drouot.
- Édouard Grangier, ancien sénateur, suppléant puis successeur de Marcel Pellenc, et maire de Monteux.
- Auguste Béraud, médecin, député et sénateur de Vaucluse, né à Monteux.
- André Chiron : chanteur et guitariste qui chante en provençal, notamment Georges Brassens. À la ville, il est professeur d'EPS.

### Héraldique
|  | Les armes peuvent se blasonner ainsi : D'azur aux trois tours d'argent, maçonnées de sable, ajourées du champ, rangées en fasce, celle du milieu plus haute et ouverte du champ. Devise : unitas fortitudo (l'union fait la force). |